# Tezacaftor/ivacaftor
Il Tezacaftor/ivacaftor, venduto con il nome commerciale Symdeko, è un farmaco combinato di tezacaftor e ivacaftor utilizzato per il trattamento della fibrosi cistica. Viene indicato solo ai soggetti con mutazioni specifiche. Si assume per via orale.
Gli effetti collaterali più comuni includono nausea, mal di testa, diarrea e vertigini. Altri effetti collaterali possono includere problemi al fegato e cataratta. Nei soggetti con problemi epatici significativi può essere necessaria una dose inferiore. Il Tezacaftor aumenta il numero delle proteine CFTR, mentre l'ivacaftor ne aumenta l'attività.
La combinazione per uso medico è stata approvata negli Stati Uniti ed in Europa nel 2018. Il costo negli Stati Uniti è di circa $ 304.000 all'anno a partire dal 2021. In Gran Bretagna è diventata disponibile nel 2020 a un costo di circa £ 82.000 all'anno.